# كولومبوس (نيومكسيكو)
كولومبوس (بالإنجليزية: Columbus, New Mexico)‏ هي بلدة أمريكية تقع في الولايات المتحدة في مقاطعة لونا، نيومكسيكو. يقدر عدد سكانها بـ 1,765 نسمة ومساحتها 7.2 كم2 وترتفع عن سطح البحر 1,240 متر.

## التركيبة السكانية
حدّد مكتب تعداد الولايات المتحدة بيانات التركيبة السكانية لكولومبوس في تعداد الولايات المتحدة. في ما يلي، التركيبة السكانية حسب تعدادي 2000 و2010.

### تعداد عام 2000
بلغ عدد سكان كولومبوس 1,765 نسمة بحسب تعداد عام 2000، وبلغ عدد الأسر 536 أسرة وعدد العائلات 411 عائلة مقيمة في القرية. في حين سجلت الكثافة السكانية 146 نسمة لكل كيلومتر مربع (378.1/ميل2). وبلغ عدد الوحدات السكنية 720 وحدة بمتوسط كثافة قدره 59.6 لكل كيلومتر مربع (154.4/ميل2).
وتوزع التركيب العرقي للقرية بنسبة 70.42% من البيض و0.68% من الأمريكيين الأفارقة و0.57% من الأمريكيين الأصليين و0.06% من الأمريكيين ذوي الأصول الآسيوية و25.50% من الأعراق الأخرى و2.78% من عرقين مختلطين أو أكثر و83.34% من الهسبانيون أو اللاتينيون من أي عرق.
بلغ عدد الأسر 536 أسرة كانت نسبة 53.9% منها لديها أطفال تحت سن الثامنة عشر تعيش معهم، وبلغت نسبة الأزواج القاطنين مع بعضهم البعض 61.8% من أصل المجموع الكلي للأسر، ونسبة 10.6% من الأسر كان لديها معيلات من الإناث دون وجود شريك، بينما كانت نسبة 4.3% من الأسر لديها معيلون من الذكور دون وجود شريكة وكانت نسبة 23.3% من غير العائلات. تألفت نسبة 20.5% من أصل جميع الأسر من عدة أفراد يعيشون في نفس المنزل ونسبة 12.5% كانت تتألف من شخص يعيش بمفرده يبلغ من العمر 65 عاماً أو أكثر. وبلغ متوسط حجم الأسرة المعيشية 3.29، أما متوسط حجم العائلات فبلغ 3.89.
بلغ العمر الوسطي للسكان 28.2 عاماً. وكانت نسبة 39.2% من القاطنين تحت سن الثامنة عشر، وكانت نسبة 7.7% بين الثامنة عشر والرابعة والعشرين عاماً، ونسبة 22% كانت واقعةً في الفئة العمرية ما بين الخامسة والعشرين والرابعة والأربعين عاماً، ونسبة 18.6% كانت ما بين الخامسة والأربعين والرابعة والستين، ونسبة 12.5% كانت ضمن فئة الخامسة والستين عاماً فما فوق. يوجد لكل 100 أنثى 100.8 ذكر، ويوجد لكل 100 أنثى في الثامنة عشر من عمرها فما فوق 99.6 ذكر.
بلغ متوسط دخل الأسرة في القرية 13,773 دولارًا، أما متوسط دخل العائلة فبلغ 14,318 دولارًا. وكان متوسط دخل الذكور 16,912 دولارًا مقابل 12,344 دولارًا للإناث. وسجل دخل الفرد الخاص بالقرية 6,721 دولارًا. وكانت نسبة 56.7% من العائلات ونسبة 57.1% من السكان تحت خط الفقر، وكان من هؤلاء نسبة 67% تحت سن الثامنة عشر ونسبة 20.2% في الخامسة والستين من العمر وما فوق.

### تعداد عام 2010
بلغ عدد سكان كولومبوس 1,664 نسمة بحسب تعداد عام 2010، وبلغ عدد الأسر 553 أسرة وعدد العائلات 407 عائلة مقيمة في القرية. في حين سجلت الكثافة السكانية 137.6 نسمة لكل كيلومتر مربع (356.4/ميل2). وبلغ عدد الوحدات السكنية 681 وحدة بمتوسط كثافة قدره 56.3 لكل كيلومتر مربع (145.8/ميل2).
وتوزع التركيب العرقي للقرية بنسبة 65.20% من البيض و0.30% من الأمريكيين الأفارقة و1.14% من الأمريكيين الأصليين و0.12% من الأمريكيين ذوي الأصول الآسيوية و31.19% من الأعراق الأخرى و2.04% من عرقين مختلطين أو أكثر و85.94% من الهسبانيون أو اللاتينيون من أي عرق.
بلغ عدد الأسر 553 أسرة كانت نسبة 47.4% منها لديها أطفال تحت سن الثامنة عشر تعيش معهم، وبلغت نسبة الأزواج القاطنين مع بعضهم البعض 49.5% من أصل المجموع الكلي للأسر، ونسبة 17.5% من الأسر كان لديها معيلات من الإناث دون وجود شريك، بينما كانت نسبة 6.5% من الأسر لديها معيلون من الذكور دون وجود شريكة وكانت نسبة 26.4% من غير العائلات. تألفت نسبة 22.6% من أصل جميع الأسر من عدة أفراد يعيشون في نفس المنزل ونسبة 14.8% كانت تتألف من شخص يعيش بمفرده يبلغ من العمر 65 عاماً أو أكثر. وبلغ متوسط حجم الأسرة المعيشية 3.01، أما متوسط حجم العائلات فبلغ 3.63.
بلغ العمر الوسطي للسكان 33.9 عاماً. وكانت نسبة 33.6% من القاطنين تحت سن الثامنة عشر، وكانت نسبة 8.1% بين الثامنة عشر والرابعة والعشرين عاماً، ونسبة 18.6% كانت واقعةً في الفئة العمرية ما بين الخامسة والعشرين والرابعة والأربعين عاماً، ونسبة 23.1% كانت ما بين الخامسة والأربعين والرابعة والستين، ونسبة 16.6% كانت ضمن فئة الخامسة والستين عاماً فما فوق. وتوزع التركيب الجنسي للسكان بنسبة 50.1% ذكور و49.9% إناث.